# Провулок Кравцова
Провулок Кравцова — провулок у Шевченківському районі Харкова. Довжина 280 метрів. Починається від Римарської вулиці, іде на захід, спускаючись похилим рельєфом до Клочківської вулиці. Від провулка Кравцова відгалужується провулок Людмили Гурченко.

## Історія
2 червня 1709 року московський цар Петро І, проїжджаючи з Азова до Полтави, відвідав Харків. Він наказав розширити Харківську фортецю на північ, а також спорудити додаткові укріплення з північної сторони від фортеці. Дерев'яно-земляні вали пролягли практично між річками Харків і Лопань. Імовірно, вони проходили в районі сучасного Театрального майдану й провулку Кравцова. Після перемоги царя Петра в Полтавській битві Харків утратив оборонне значення, тому укріплення поступово занепадали й руйнувалися. Остаточно вони були зруйновані на початку XIX сторіччя.
Виникнення й розвиток провулка Кравцова пов'язані з історією Римарської вулиці. Провулок виник, імовірно, в середині XVIII століття й спочатку звався Мордвинівським, по прізвищу купця Мордвинова, чий будинок стояв на розі провулка й Римарської вулиці. У 1928 році провулок був перейменований на честь Петра Кравцова (1856—1928), який жив у цьому провулку. Він народився в Харкові, закінчив 3-ю харківську гімназію й медичний факультет Харківського університету. Працював на кафедрі внутрішніх хвороб. Безоплатно викладав вокальне мистецтво в недільній школі Алчевської. Був гласним міської думи.

## Будівлі

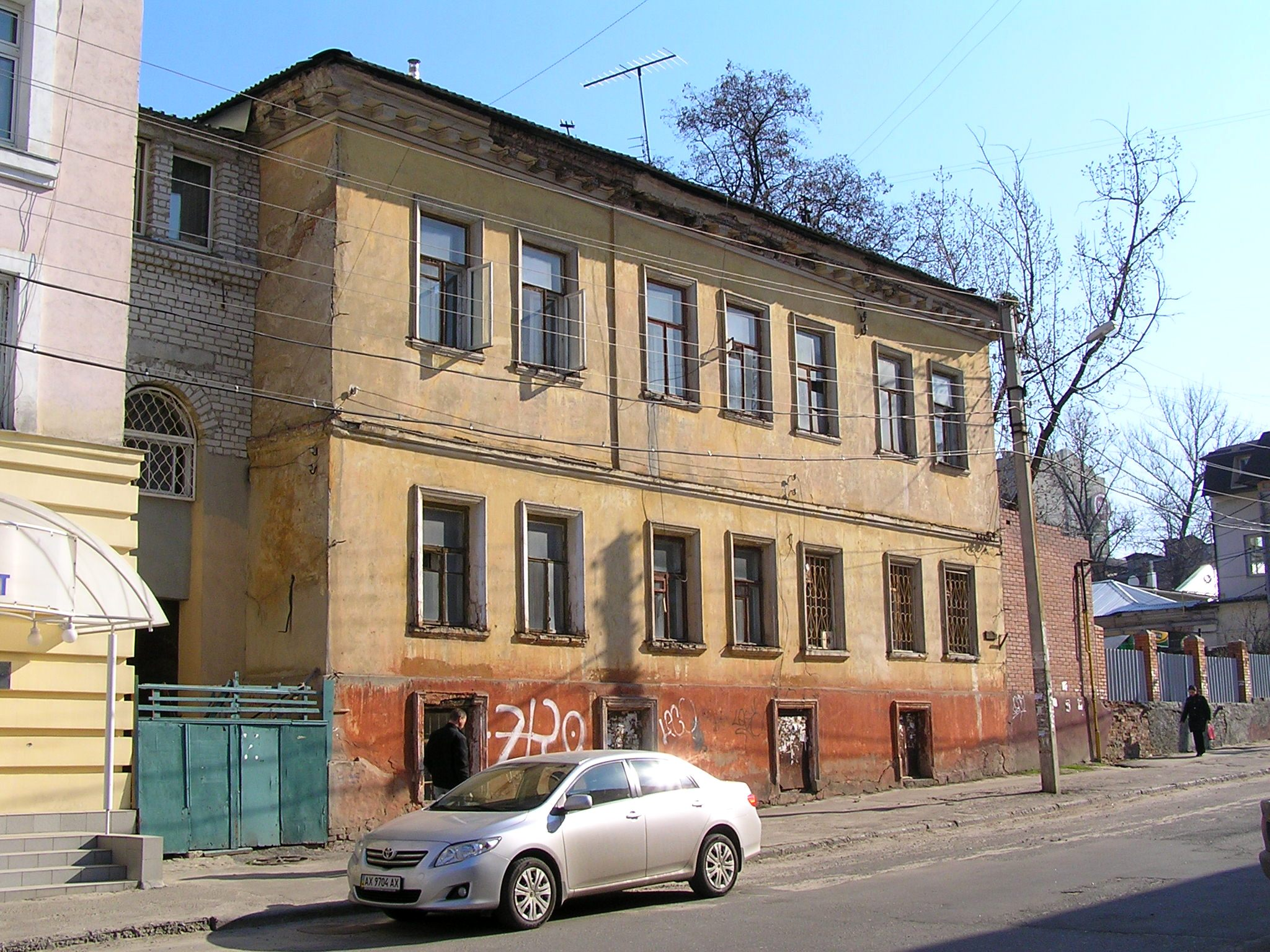
Будинок № 2

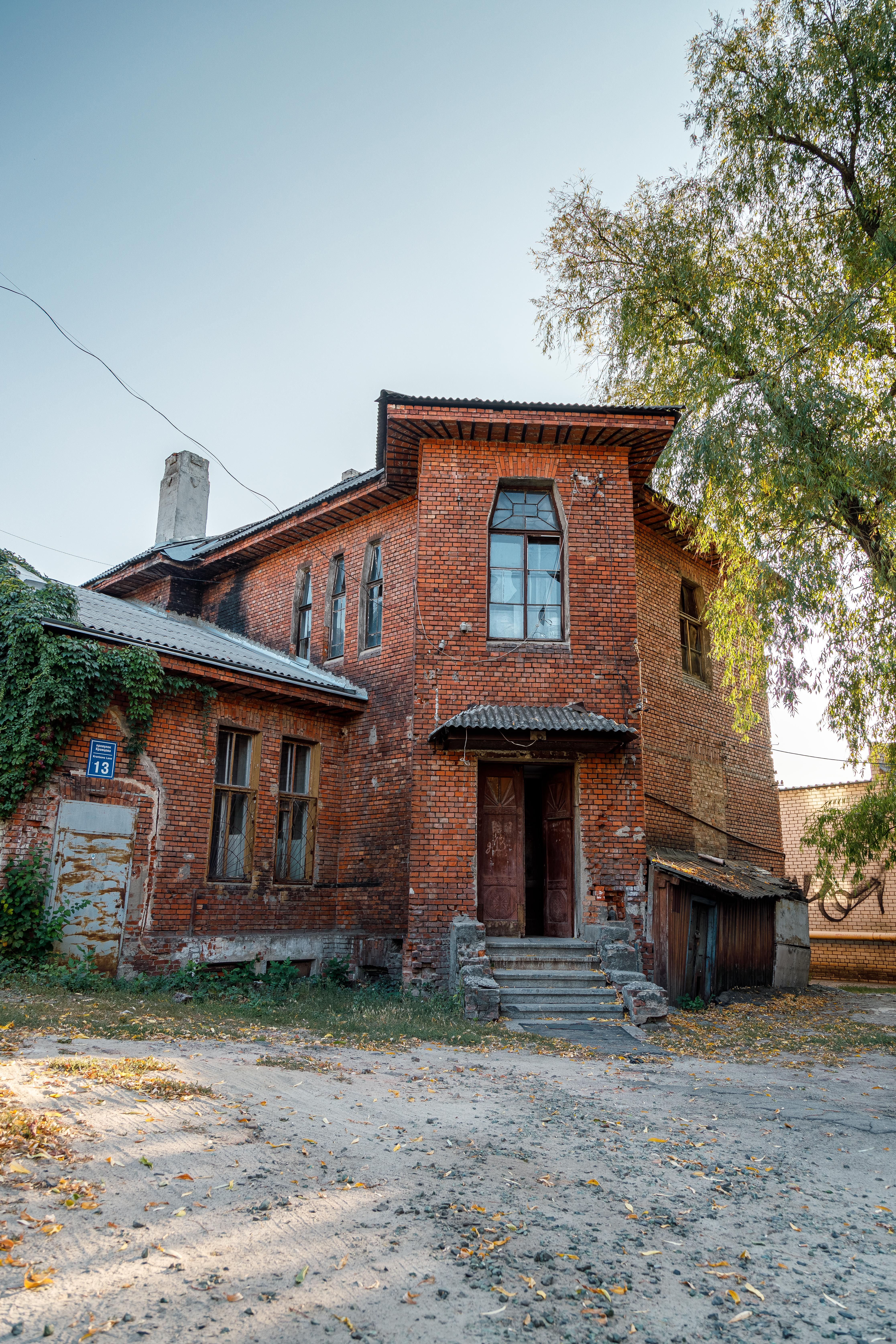
Будинок № 13

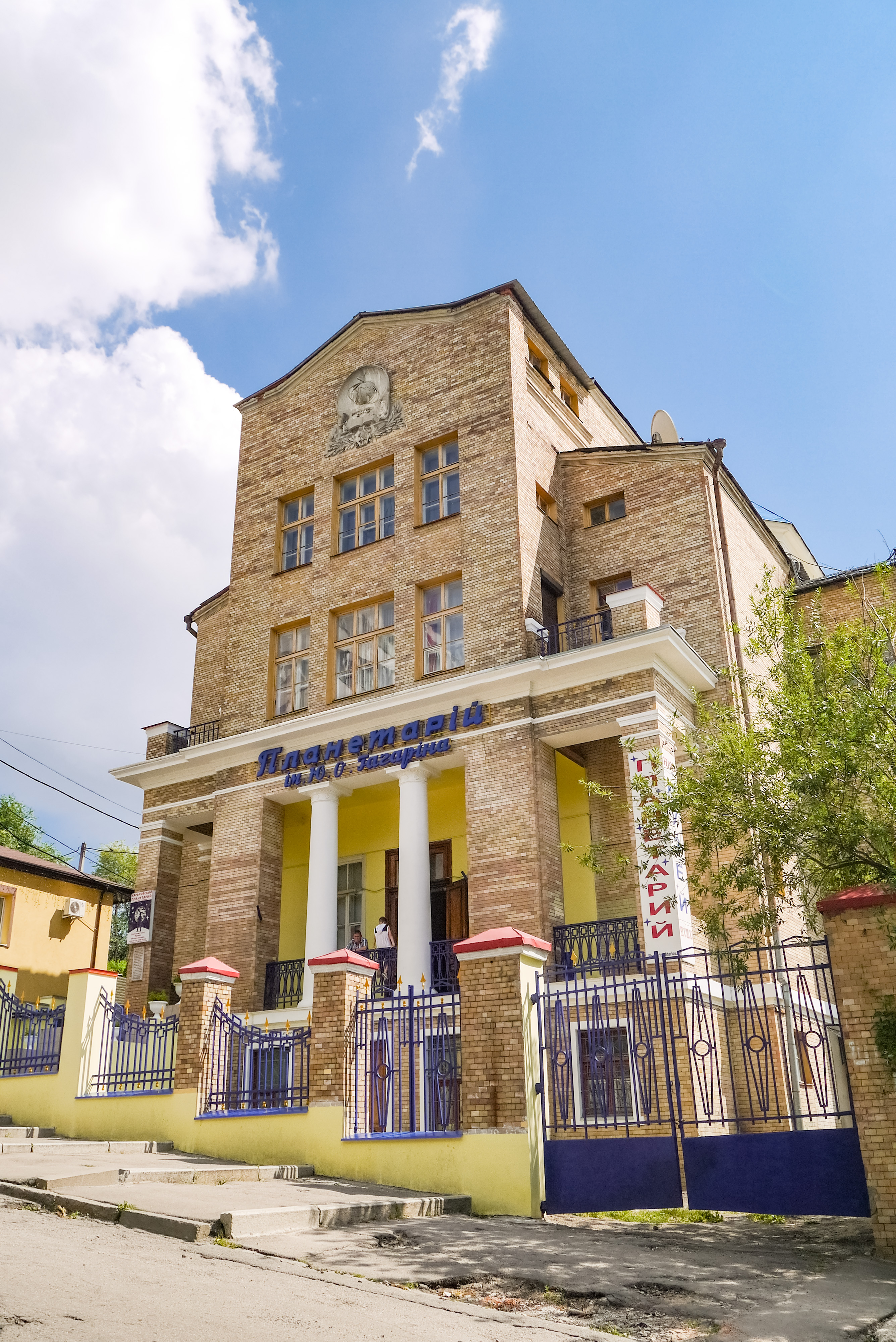
Харківський планетарій ім. Ю. О. Гагарина

- Будинок № 2 — Пам'ятка архітектури та містобудування міс. знач., охоронний № 7162-Ха. Житловий будинок, сер. XIX століття, архітектор невідомий.
- Будинок № 7 — Початок XX століття. На четвертому поверсі цього будинку в роки німецької окупації Харкова жила радянська акторка та співачка українського походження Людмила Гурченко[3].
- Будинок № 8 — У новозбудованій частині будинку розміщується готель «Асотел». На фасаді встановлена меморіальна дошка Григорію Поженяну, радянському поету й кіносценаристу, який мешкав у цьому провулку в 1922—1939 роках[4].
- Будинок № 11 — У цьому будинку в 1870—1880 роках проживав П. М. Горлов, на честь якого назване місто Горлівка на Донбасі. Російський гірничий інженер, у ті роки він був гласним харківської міської думи, брав участь у проєктуванні Харківської біржі й Міського будинку (нині Харківська міська рада).

У 1900—1920 роках тут мешкав Петро Іванович Кравцов — лікар, музикант, гласний міської думи.
- Будинок № 13 — Пам'ятка архітектури міс. знач., охоронний № 7163-Ха. Особняк Томицьких, 1913—1915 роки, архітектор С. П. Тимошенко. Будинок розташований у глибині двору, виконаний у стилі українського модерну.

Після 1905 року за адресою Мордвинівський провулок, 13 деякий час була розташована приватна майстерня авіаконструктора, винахідника, льотчика Степана Гризодубова.
- Будинок № 15 — В 1910 році дворове місце, на якому нині розташований Планетарій[5], придбало товариство 3-ї Харківської єврейської молельни «Ашкеназім». Основний вкладник харківський купець 1-ї гільдії Бейнус Фішелевич Бассин замовив проєкт синагоги й житлового будинку архітектору Ю. С. Цауне. В 1915 році будівництво було завершене. З Мордвинівської синагоги здійснювалося управління єврейською громадою Харкова. В 1936 році синагогу закрили й розмістили в ній клуб. Будівля сильно постраждала під час Другої світової війни. В 1957 році вона була перебудована під планетарій, який працює й досі[6].
- Будинок № 19 — Будівля концерну «Райський куточок», 1990-ті роки. Архітектори А. Другак, О. Яковенко, М. Рабинович. Комплекс включає адміністративні й офісні приміщення. З парного боку провулка Кравцова, на розі з Клочківською вулицею, розташований книжковий ринок[7], де з 1995 року відбувається виставка-ярмарок «Світ книги».